# ログローニョ
ログローニョ（スペイン語: Logroño）は、スペイン・ラ・リオハ州にあるムニシピオ（基礎自治体）。ラ・リオハ州の州都である。2018年の人口は151,113人であり、ラ・リオハ州の人口の半分が集中している。
エブロ川流域の平野にあり、古くからサンティアゴ・デ・コンポステーラの巡礼路などが交差する交通の要所だった。中世にはイベリア半島の諸王国がその領有を巡って争った。近代以降にはスペインの他地域からの移住者を受け入れ、人口は増加傾向にある。

## 名称

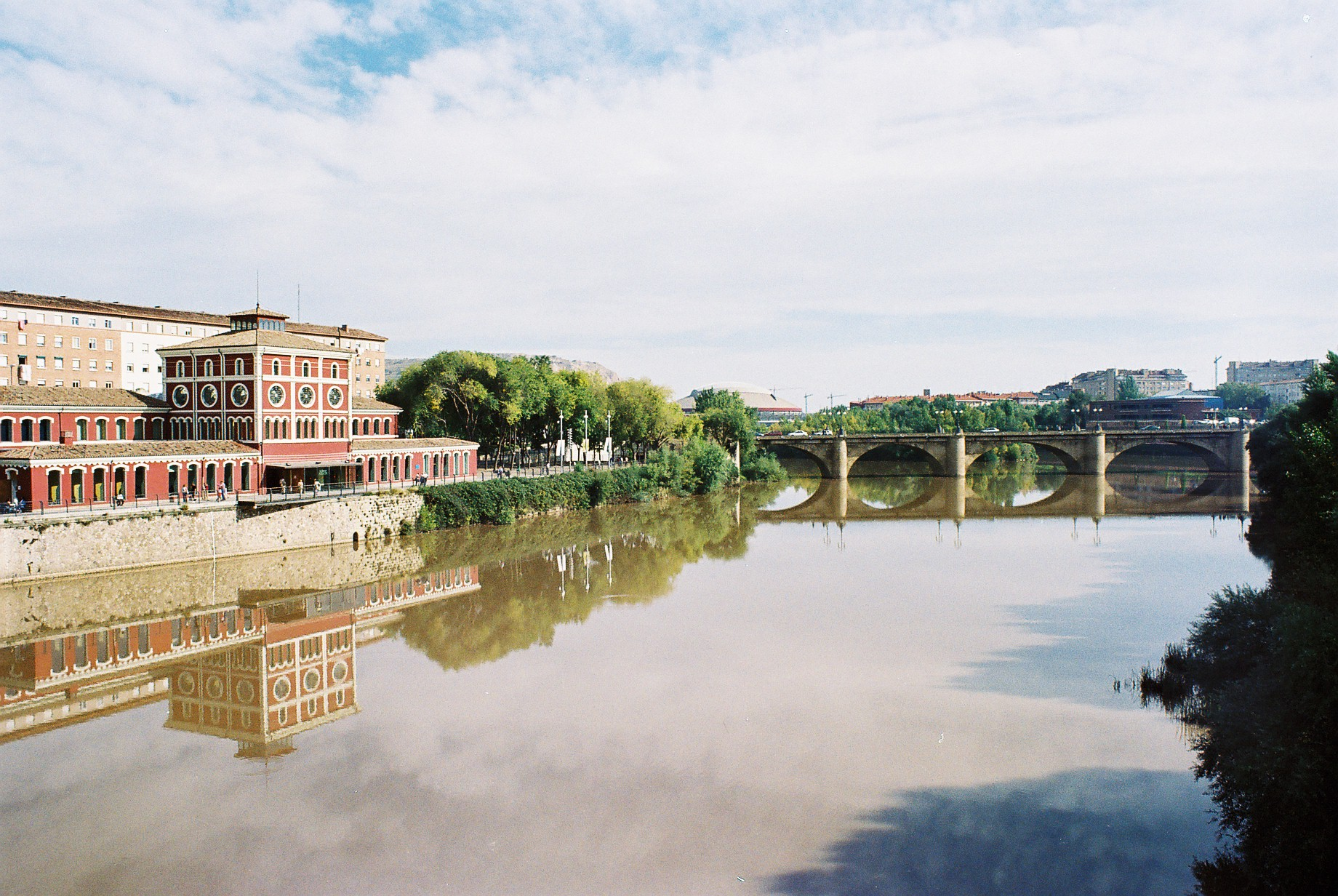
市内を流れるエブロ川

ログローニョという地名の語源は不明である。965年、パンプローナ王ガルシア・サンチェス1世がこの地をサン・ミジャン修道院に寄進したと記した文献に、ルクロニオ（Lucronio）という地名となって登場している。1095年、フエロ（特権）が授けられた際には、一度名付けられたイリョ・グロニオ（illo Gronio）という名は除かれ、ログロニオ（Logronio）の名であった。これについては、古いケルト語で「階段」または「一歩」を意味するグロニオに、後からラテン語化されたことを示すイリョがついたものとされている。グロニオという名については、当時の人々がエブロ川をしばしば往復していたためについたと信じられている。

## 称号
ログローニョの市旗は、聖アンデレ十字を描いている。これは、ボルゴーニャ家のシンボルであった名残である。この十字が授けられたのは1237年、バエサ攻略（1227年11月30日、聖アンデレの聖名祝日）のログローニョ住民の功を讃え、カスティーリャ王フェルナンド3世が授けた。
フアン2世は、1431年2月7日、パレンシアを都市に昇格させた。同月20日にはバリャドリッドが都市とされた。フアン2世は1444年7月20日、ログローニョに対して「非常に高貴な」（muy noble）と「非常に王に忠実な」（muy leal）という称号をコルテスにおいて授け、これは今も市旗に残されている。この言葉を授けられたのには理由があった。ナバラ王フアン2世軍の攻撃にさらされたログローニョ住民が「数多くの戦禍、死と掠奪、大火、損害と抑圧」に遭遇しても、カスティーリャ王への忠心を示し続けたからである。
1523年7月5日、カルロス1世は、1521年にフランス軍の侵攻にログローニョが抵抗したことを讃え、その紋章に3本のユリの花を描くことを許した。
1854年12月、コレラ流行の際の住民の振る舞いを讃え、イサベル2世はログローニョにエクセレンシア勲章を授けた。

## 地理

### 地勢
ログローニョはラ・リオハ州北部にある。エブロ川が形成する平野に位置しており、中心市街地はエブロ川の右岸にある。市街地の標高は384mであり、周囲には標高580mのカンドラス山などがある。サンティアゴ・デ・コンポステーラの巡礼路が市街地を通過している。
周辺の大都市からの距離は、バスク州ビルバオから152km、アラゴン州サラゴサから172km、マドリード州マドリードから336km、カタルーニャ州バルセロナから468kmである。道路や鉄道で東側のサラゴサや西側のカスティーリャ・イ・レオン州ブルゴスへ行くのは容易であるが、北側にカンタブリア山脈、南側にイベリコ山系があるために、南北へ向けてのアクセスは制限される。

### 気候
エブロ川流域の平野部にあるため、ログローニョの気候は夏季・冬季ともに穏やかであり、年平均気温は摂氏13.9度である。ケッペンの気候区分では西岸海洋性気候(Cfb)である。年平均降水量は404.7mmと少なく、季節による降水量の変動は少ない。
| ログローニョの気候          | ログローニョの気候 | ログローニョの気候 | ログローニョの気候 | ログローニョの気候 | ログローニョの気候 | ログローニョの気候 | ログローニョの気候 | ログローニョの気候 | ログローニョの気候 | ログローニョの気候 | ログローニョの気候 | ログローニョの気候 | ログローニョの気候 |
| 月                          | 1月                | 2月                | 3月                | 4月                | 5月                | 6月                | 7月                | 8月                | 9月                | 10月               | 11月               | 12月               | 年                 |
| --------------------------- | ------------------ | ------------------ | ------------------ | ------------------ | ------------------ | ------------------ | ------------------ | ------------------ | ------------------ | ------------------ | ------------------ | ------------------ | ------------------ |
| 平均最高気温 °C （°F）      | 9.9 (49.8)         | 12.0 (53.6)        | 15.9 (60.6)        | 17.8 (64)          | 22.0 (71.6)        | 26.9 (80.4)        | 30.1 (86.2)        | 29.8 (85.6)        | 25.8 (78.4)        | 20.1 (68.2)        | 13.8 (56.8)        | 10.2 (50.4)        | 19.5 (67.1)        |
| 日平均気温 °C （°F）        | 5.9 (42.6)         | 7.2 (45)           | 10.2 (50.4)        | 12.0 (53.6)        | 15.9 (60.6)        | 20.1 (68.2)        | 22.8 (73)          | 22.7 (72.9)        | 19.3 (66.7)        | 14.7 (58.5)        | 9.5 (49.1)         | 6.5 (43.7)         | 13.9 (57)          |
| 平均最低気温 °C （°F）      | 2.0 (35.6)         | 2.4 (36.3)         | 4.6 (40.3)         | 6.3 (43.3)         | 9.7 (49.5)         | 13.3 (55.9)        | 15.6 (60.1)        | 15.6 (60.1)        | 12.9 (55.2)        | 9.2 (48.6)         | 5.3 (41.5)         | 2.8 (37)           | 8.3 (46.9)         |
| 降水量 mm （inch）          | 28.5 (1.122)       | 23.2 (0.913)       | 26.0 (1.024)       | 45.6 (1.795)       | 47.0 (1.85)        | 43.7 (1.72)        | 30.2 (1.189)       | 20.8 (0.819)       | 25.7 (1.012)       | 36.8 (1.449)       | 29.5 (1.161)       | 37.6 (1.48)        | 404.7 (15.933)     |
| % 湿度                      | 78                 | 72                 | 65                 | 64                 | 62                 | 57                 | 55                 | 58                 | 64                 | 72                 | 77                 | 80                 | 67                 |
| 平均月間日照時間            | 105                | 133                | 189                | 198                | 225                | 271                | 312                | 285                | 220                | 164                | 113                | 93                 | 2,308              |
| 出典：スペイン気象庁(AEMet) |                    |                    |                    |                    |                    |                    |                    |                    |                    |                    |                    |                    |                    |

### 人口
20世紀から21世紀にかけ、多様な国からの移民がログローニョへ移住した。2008年時点でのログローニョ人口は150,398人であった。市生まれの住民は68,649人、ラ・リオハ州出身者が26,298人、他州出身者が34,527人、外国出身者が20,924人であった。ログローニョで暮らす移民の出身国は、アルゼンチン、ボリビア、コロンビア、エクアドル、ガーナ、モロッコ、パキスタン、ルーマニアが多い。
| ログローニョの人口推移 1842－2011                       |
|                                                         |
| 出典:INE（スペイン国立統計局）1900年 - 1991年、1996年 - |

## 歴史

### 古代

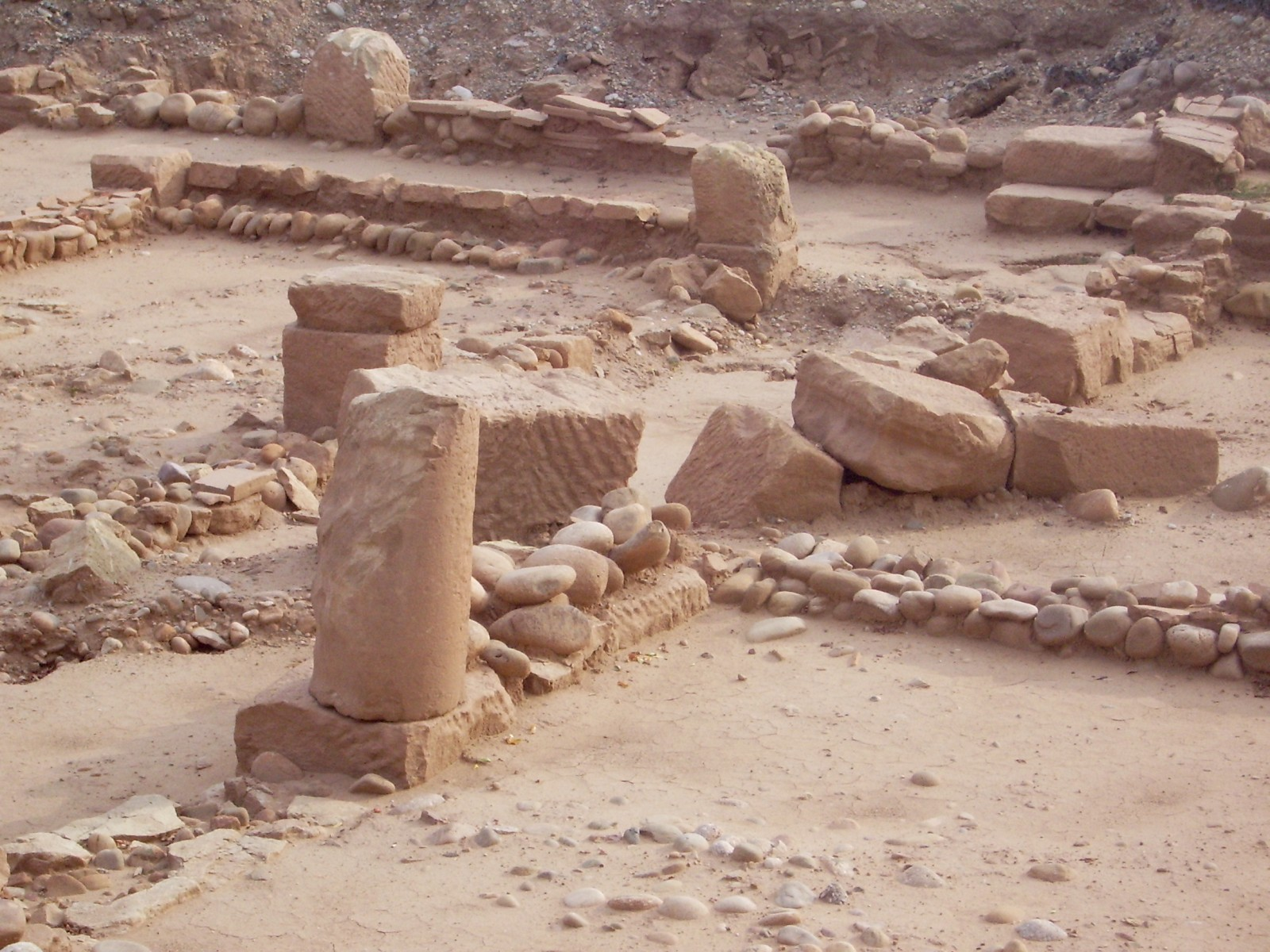
ウァレイア遺跡

ローマ時代に築かれたウァレイア（Vareia、現在は市の一地区）がログローニョの起源とされる。当時の住民は、カンタブリアからやってきたケルティベリア人であった。
大プリニウスは、ウァレイアの存在と、航行可能な川としてエブロ川について記述を残している。ウァレイアはアウグストゥス帝の軍から物流支援を受けており、ウェスパシアヌス帝時代にムニキピウムとされた。中世から11世紀頃まで、カンタブリア山脈とエブロ川とをつなぐ場所に橋が架かっており、ローマ属州ヒスパニア他都市との貿易用に利用された。ローマ時代に築かれたのは、マンティブレ橋であった（現在のアラバ県との県境近く）。現在ログローニョ近郊には、カエサルアウグスタ（現在サラゴサの一部）からカラグリス（現在のカラオラ）とをつなぎ、ヒスパニア・タラコネンシスへ向かっていたローマ街道が残っている。

### 中世
中世の間、ログローニョの位置の重要性は、カスティーリャ、ナバーラ、アラゴンの3王国の国境が交わる地であったのと同様に、サンティアゴ・デ・コンポステーラの巡礼路が通っていたという事実にも起因した。人口が増加し戦略的要所となって、レオン王アルフォンソ6世は1095年、ログローニョへフエロ（特権）を授けた。この特権は本質的にアルフォンソ6世以前から行使されており、ログローニョ周辺地域の大部分で行われた。
現在のサンタ・マリア・デ・ラ・レドンダ準司教座聖堂への初めての言及は、1196年に遡る。ローマ時代に起源を持つ、円形の建物としてだけ名前が残っている。ルネサンス様式の現在の建物はカトリック両王時代のもので、15世紀から18世紀にかけ建設された。1454年当時の人口は、711人であった。

### 近世

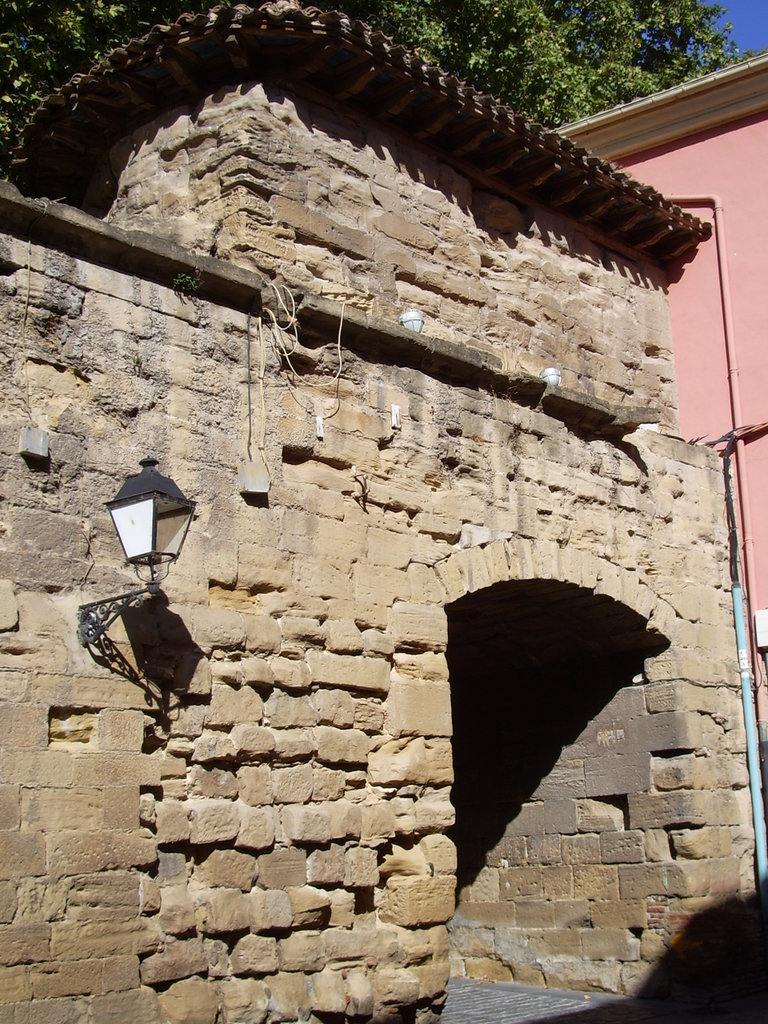
レベリン門

コムネロスの反乱中期の1521年、内乱に乗じて侵攻してきたフランス王フランソワ1世軍とログローニョ市民は対峙した。年代記によると、アスパロト将軍率いる30000人の兵がログローニョを包囲したという。5月25日に始まった戦闘で、市民隊長ベレス・デ・ゲバラが防衛隊を組織した。サンティアゴ教会にて市の全体集会が召喚され、アスパロト将軍に以下の書簡が送られた。"ログローニョは敵に門を開くことはない。住民一人一人が戦う意志を持っている。我々はログローニョを死守する。"
5月24日に設置された防護柵と29回の砲弾によって、戦闘員と非戦闘員におびただしい数の死者が出た。幾つかの戦闘が試みられた。6月10日にはフランス軍を混乱に陥れようと、勇敢なログローニョ市民と戦闘員たちが野営するフランス軍に奇襲を仕掛けた。軍全体が攻撃者への恐怖と混乱状態になり、兵士たちは20000人の兵を従えたナヘラ公マンリケ・デ・ララが接近してきたことに気づいた。スペイン兵を前に彼は怖じ気づき、アスパロト将軍は封鎖線を下げるよう命じた。そして逃げまどう自軍とともに敗走した。6月11日、市は勝利を祝い、"聖バルナベへの崇敬"を誓った。6月11日が聖バルナベの聖名祝日であったからである。カルロス1世はログローニョの勝利を記憶するためとして、市の紋章に3本のユリを加えるよう命じた。この法律は1523年7月5日に成立した。現在も残るレベリン門のアーチは、フランス軍に包囲された市の古い門を飾っていたもので、ログローニョ包囲戦から1年後の1522年から建設された。
1523年、カルロス1世はナヘラとログローニョを訪問した。この時に、王に対する貢献の証拠として、レベリン城壁の扉、ナヘラのカルロス1世の扉はどちらも国王の紋章で飾られた。同時に、パラシオ教会内にあるカバリェロス・デ・サンタ・マリア王立礼拝堂、サンタ・マリア・デ・ラ・レドンダ準司教座聖堂、サンティアゴ教会にも国王の紋章を掲げた。
1592年、フェリペ2世は、フェリペ王子とイサベル・クララ・エウヘニア王女を伴ってログローニョを訪問した。王家のラ・リオハへの厚遇は、市場や祝祭への譲歩に現れた。この時代、ログローニョに初めてイエズス会の神学校が設立された。ヒューマニズムと民衆文化に的が絞られた証として、この学校では後世まで貴重品だった紙が使われていた。
1570年には、ログローニョで異端審問法廷が開かれた。年代記によると、1610年11月7日と8日にはアウト・デ・フェが行われ、準司教座聖堂前広場にて、6人の魔女たちが火炙りにされた。

### 近代
ハビエル・デ・ブルゴスによる1833年スペイン地方行政区分再編によって、スペイン全土に49の県が設置された。カスティーリャ・ラ・ビエハ地域にはログローニョ県が設置され、ログローニョがその県都となった。19世紀の軍人・政治家であるバルドメロ・エスパルテロは晩年をログローニョで過ごし、1879年にログローニョで死去した。現在のログローニョ市はエスパルテロに関する記念物を保存しており、エスポロン通りにはエスパルテロの騎馬像が設置され、エスパルテロ邸はラ・リオハ博物館となっている。1895年4月、現在はプラセテス・マテオ・サガスタ研究所となっている歴史的建築物の建設が始まった。

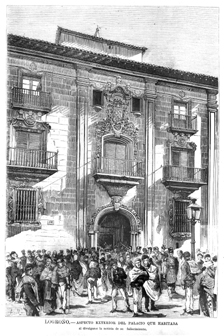
エステルパロ邸

1930年代にはログローニョの人口は3万人を超えた。スペイン第二共和政の社会主義者動乱期の1936年3月18日、サンティアゴ教会と、ラ・リオハ新聞社の入ったピアス神学校の建物が炎上した。1936年8月20日にラ・リオハ新聞社は再開した。その時既に、中央政府の合法化に対する反乱は、既に州内で勝利をおさめていた。1936年から1939年にはスペイン内戦が起こったが、ログローニョやラ・リオハ地域では大きな戦闘は起こっていない。1944年にも、かつてのメルセド修道院であった教会が放火され、後にタバコ工場となった。著作家のヘスス・ビセンテ・アギーレは、フランコ体制下のスペインにおける弾圧で、ラ・リオハ地域全体で約2,000人が殺害されたと推定している。

### 現代
1982年6月9日、自治州としてラ・リオハ州が設置され、ログローニョはその州都となった。1833年の地方行政区分ではカスティーリャ・ラ・ビエハ地方の一部とされたが、カスティーリャ・イ・レオン州には加わらずに単独で自治州を形成したのである。1978年にはタバコ工場が閉鎖され、1984年にラ・リオハ州政府が元の修道院に改装する計画を開始したことで、現在の建物は公共図書館として使用されている。1992年にはラ・リオハ州初の公立大学であるラ・リオハ大学が設立された。2012年には「スペイン美食首都」に選定された。

## 政治
| 任期      | 首長名                   | 政党                     |
| --------- | ------------------------ | ------------------------ |
| 1979–1983 | Miguel Ángel Marín       | 民主中道連合(UCD)        |
| 1983–1987 | Manuel Sainz Ochoa       | スペイン社会労働党(PSOE) |
| 1987–1991 | Manuel Sainz Ochoa       | スペイン社会労働党(PSOE) |
| 1991–1995 | Manuel Sainz Ochoa       | スペイン社会労働党(PSOE) |
| 1995–1999 | José Luis Bermejo        | 国民党(PP)               |
| 1999–2003 | Julio Revuelta           | 国民党(PP)               |
| 2003–2007 | Julio Revuelta           | 国民党(PP)               |
| 2007–2011 | Tomás Santos             | スペイン社会労働党(PSOE) |
| 2011–2015 | Cuca Gamarra             | 国民党(PP)               |
| 2015–2019 | Cuca Gamarra             | 国民党(PP)               |
| 2019–2023 | Pablo Hermoso de Mendoza | スペイン社会労働党(PSOE) |
| 2023–     | n/d                      | n/d                      |

## 経済

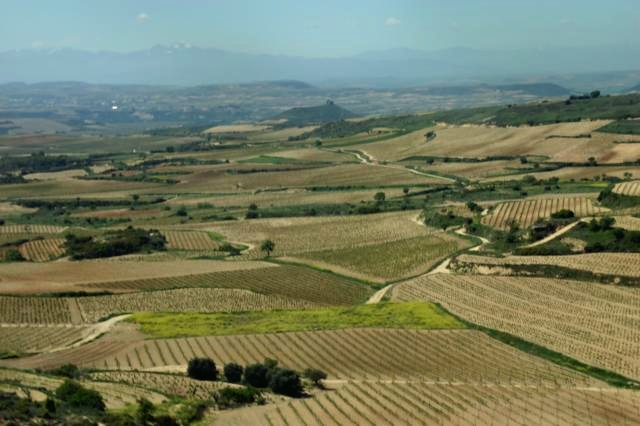
リオハ・ワインのブドウ畑の景観

ログローニョはラ・リオハ州における商業と金融の中心地である。スペインワインの最大の産地はラ・リオハ州にあるリオハ (DOC)であり、ログローニョにはいくつものワイナリーが存在する。食品加工業も盛んであり、その他には機械工業や製靴業などがある。

### 交通
1923年にはアゴンシージョの自治体域に軍用空港としてレカホ飛行場が開港し、1932年にはアゴンシージョ飛行場に改称した。1950年代後半にはスペイン空軍がこの飛行場を使用することが少なくなり、民間空港のログローニョ＝アゴンシージョ空港に転換された。マドリードのアドルフォ・スアレス・マドリード＝バラハス空港に対して定期便が運航運行されているが、2018年の旅客数は21,381人と少なかった。
高速道路としては、ナバーラ州の州都パンプローナやカスティーリャ・イ・レオン州ブルゴス県の県都ブルゴスに向かうA-12号線、アラゴン州の州都サラゴサやブルゴス県ミランダ・デ・エブロに向かうA-68号線が通っている。

## 文化

### 史跡
- サンタ・マリア・デ・ラ・レドンダ準司教座聖堂 - 重要文化財(BIC)。「ログローニョ大聖堂」とも。1516年から約3世紀にわたって建設された。18世紀では2本の塔が付け加えられた。見どころは聖歌隊席、17世紀からの巨大な祭壇、ミケランジェロ・ブオナローティの作であるキリスト磔刑像である。
- サンティアゴ・エル・レアル教会（スペイン語版） - 重要文化財(BIC)。1500年から1527年に建設され、17世紀に聖ヤコボの像が立つバロック様式のファサードが付け加えられた。
- サン・バルトロメ教会（英語版） - 重要文化財(BIC)。ログローニョでもっとも古い教会である。建物の一部は12世紀までさかのぼり、ロマネスク建築も用いられている。
- サンタ・マリア・デ・パラシオ教会（英語版） - 重要文化財(BIC)。12世紀から15世紀にかけて建設された。1130年、カスティーリャ王アルフォンソ7世が自身の宮殿として建設を開始し、当初はカスティーリャ王国における聖墳墓教会とする目的があった。
- レベリン要塞（英語版） - もともとこの地には中世の城壁があった。1520年のコムネロスの反乱後、アンドレ・ド・フォワ（英語版）将軍が率いるフランス軍がログローニョの町を包囲したため、1522年にレベリン要塞の建設が開始された。
- ピエドラ橋（スペイン語版） - ログローニョ市街地でエブロ川に架かる4本の橋の一つ。1871年に古い橋が崩壊した後、1884年に建設された。
- マンティブレ橋（英語版） - 重要文化財(BIC)。エブロ川に架かる。建設年代は古代ローマ時代の2世紀前半とも、アルガ川にレイナ橋（プエンテ・ラ・レイナ）が架けられたのと同時期の11世紀とも推定されている。

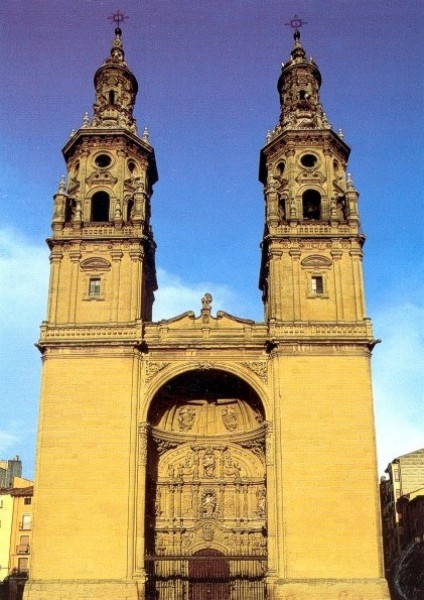
サンタ・マリア・デ・ラ・レドンダ準司教座聖堂
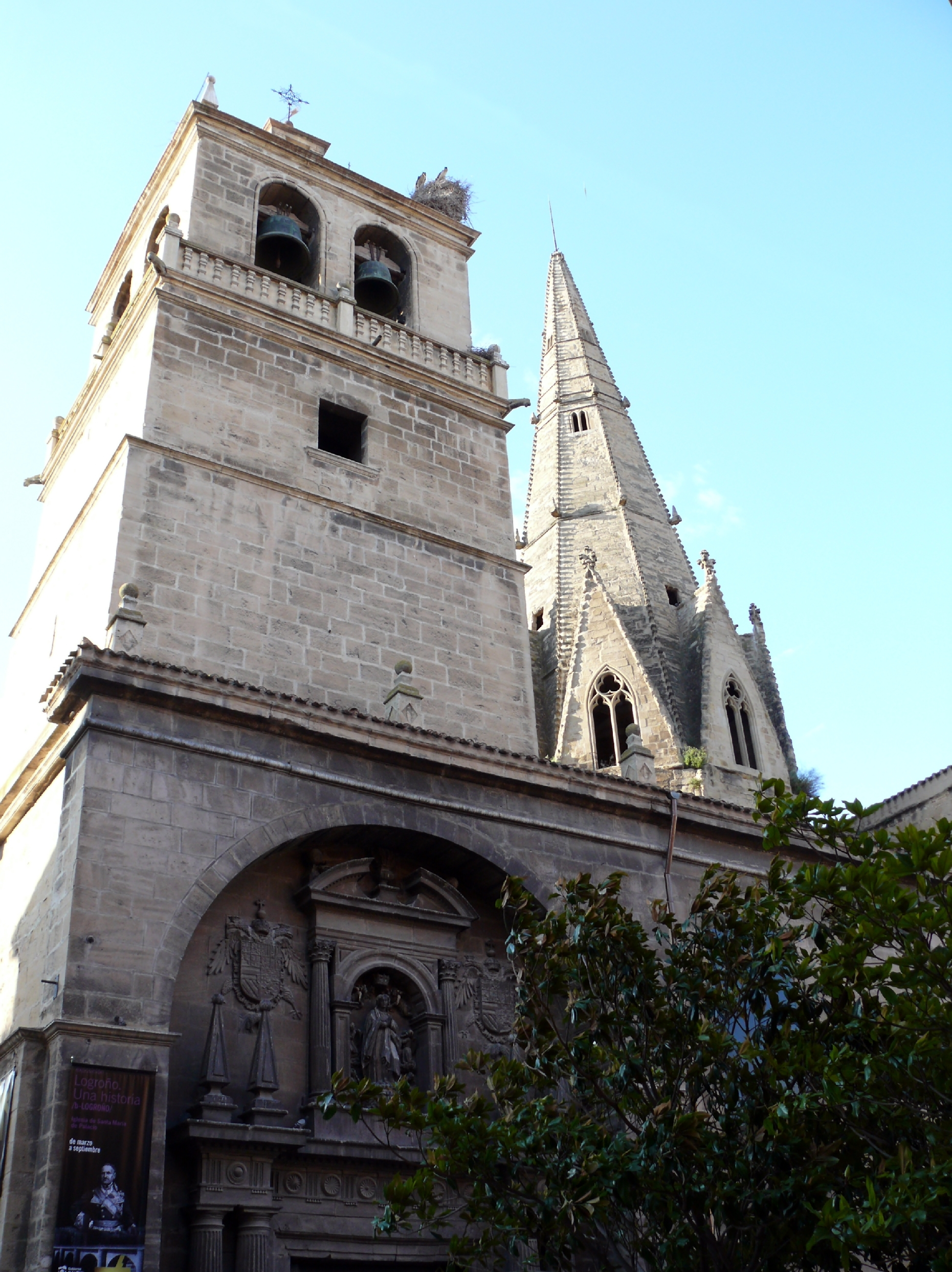
サンタ・マリア・デ・パラシオ教会
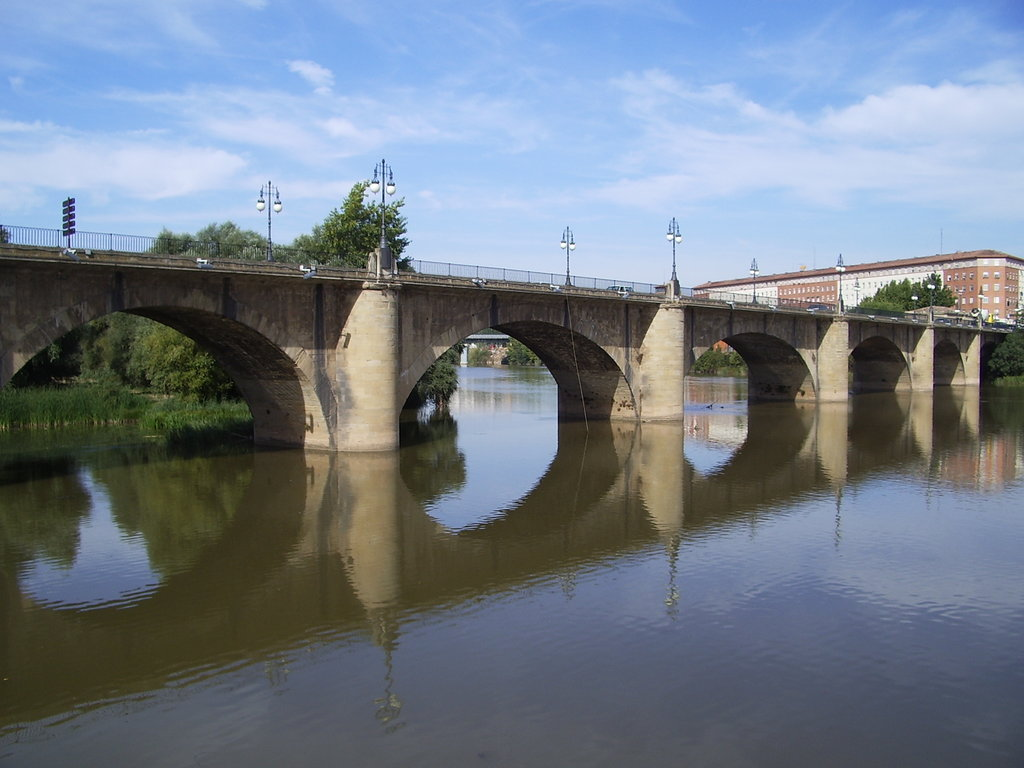
ピエドラ橋

### 行事

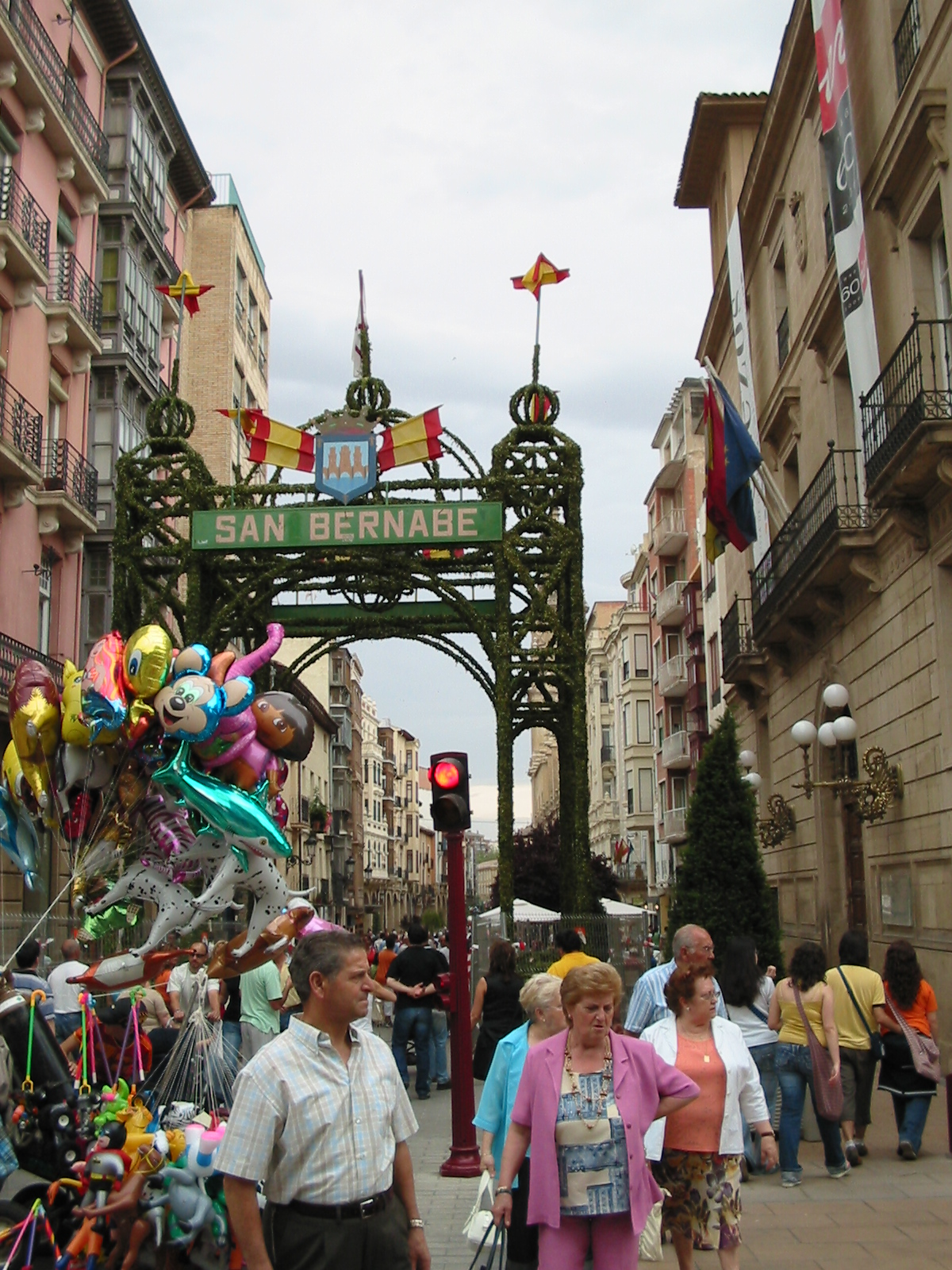
サン・ベルナベ祭

- サン・ベルナベ祭（スペイン語版） - 毎年6月11日。1521年、アンドレ・ド・フォワ（英語版）将軍が率いるフランス軍によるログローニョ包囲に勝利した出来事を祝う。祭礼の間、魚屋の組合が魚のフライとパンを振る舞う。これは、フランス侵攻時にログローニョ住民が食料としていたという故事にちなむ。市民は中世の衣装に身を包み、ログローニョ市民とフランス軍との対決を再現する催しに参加する。2015年にはスペイン政府観光省によって国民的重要観光祭礼（スペイン語版）に指定された。

### スポーツ
ログローニョに本拠地を置くサッカークラブは複数存在した。1940年にはCDログロニェスが設立され、1987年にプリメーラ・ディビシオン（1部）に初昇格すると、1980年代後半から1990年代の9シーズンにわたってプリメーラに在籍したが、2009年には財政難によって解散した。2009年には後継クラブとしてUDログロニェスとSDログロニェスが設立され、両者はセグンダ・ディビシオンB（3部）やテルセーラ・ディビシオン（4部）に所属している。2002年にはCDログロニェスのホームスタジアムとしてエスタディオ・ラス・ガウナスがオープンし、UDログロニェスもラス・ガウナスをホームスタジアムとしている。
ログローニョに本拠地を置く女子バレーボールクラブとして、2004年に設立されたCVムリーリョがある。スーペルリーガ（1部）に所属しており、2013-14シーズンから国内リーグで5連覇している強豪クラブである。
ログローニョに本拠地を置くバスケットボールクラブとして、1967年に設立されたCBクラビホがある。LEBオロ（2部）やLEBプラータ（3部）に所属しており、4,500人収容のパラシオ・デ・ロス・デポルテス・デ・ラ・リオハをホームアリーナとしている。
ログローニョに本拠地を置くハンドボールクラブとして、2003年に設立されたCBシウダ・デ・ログローニョがある。リーガASOBAL（1部）に所属しており、CBクラビホと同様にパラシオ・デ・ロス・デポルテス・デ・ラ・リオハをホームアリーナとしている。

## 出身者
- ファン・ホセ・デ・エルヤル(1754-1796) - 化学者。
- ファウスト・デ・エルヤル(1755-1833) - 化学者。
- ディエス・デル・コラール(1911-1998) - 哲学者・歴史学者。
- ラファエル・アスコナ(1926-2008) - 小説家・脚本家。
- ハビエル・デ・ペドロ(1973-) - サッカー選手。
- ダニエル・アランスビア(1979-) - サッカー選手。
- カルロス・コロマ・ニコラス(1981-) - 自転車競技選手。
- アルベルト・ガルソン(1985-) - 政治家。

## 姉妹都市
- ヴィシー、フランス
- リブルヌ、フランス
- ダクス、フランス
- ラ・リオハ、アルゼンチン
- ダンファームリン、スコットランド
- ランカグア、チリ
- アグニア、西サハラ
- ダルムシュタット、ドイツ
- ヴィルヘルムスハーフェン、ドイツ
- ブレシア、イタリア